# Julius Elias (1er vicomte Southwood)
Julius Salter Elias, 1er vicomte Southwood (5 janvier 1873 - 10 avril 1946), est un propriétaire de journal britannique et un homme politique travailliste. D'origine modeste, il devient directeur d'Odhams Press, le plus grand journal britannique.

## Biographie
Elias est né à Birmingham, le plus jeune des sept enfants de David Elias, un fabricant et vendeur de boutons et broches de Jais dont le succès initial dans les années 1860 diminue à mesure que les modes changent,. La famille déménage à Londres où son père s'installe comme marchand de journaux et pâtissier au 81 The Grove, Hammersmith. Elias se lève à 6 heures du matin chaque matin pour livrer des journaux à Hammersmith avant d'aller à l'école.
Il quitte l'école à l'âge de 13 ans et essaie divers emplois avant d'aller travailler comme garçon de bureau chez Odhams Bros, alors petite imprimerie de Hart Street employant une vingtaine de personnes. Lorsque son fils commence à travailler chez Odhams, David Elias retourne dans le commerce des jais, ravivant ses liens avec Whitby et important de grandes quantités de boutons de jais pour les couturiers de Londres; bien que la famille ne soit pas riche, ils peuvent vivre confortablement à Lonsdale Square à Barnsbury, Islington.
Julius gravit les échelons pour devenir directeur général et finalement président de la société qui, après une fusion avec John Bull en 1920, prend le nom d'Odhams Press Ltd. Il est également directeur général et président de la société qui contrôle l' Illustrated London News.
Elias est élevé à la pairie comme baron Southwood, de Fernhurst dans le comté de Sussex, en 1937. En 1944, il est nommé whip en chef du Parti travailliste à la Chambre des lords, le restant jusqu'en 1945. En janvier 1946, il est fait vicomte Southwood, de Fernhurst dans le comté de Sussex.
En 1906, il épouse Alice Louise, fille de Charles Stone Collard, chef d'un cabinet londonien de comptables basé à Queen Victoria Street, près de la résidence officielle du maire de Londres, Mansion House,. Ils n'ont pas d'enfants. Il est décédé d'une crise cardiaque à son domicile de Highgate en avril 1946, à l'âge de 73 ans. Les titres se sont éteints avec lui.